# Triumful talentului
Triumful talentului este o operă literară scrisă de Ion Luca Caragiale în 1900.